# Melanargia completa
Melanargia completa är en fjärilsart som beskrevs av Charles Oberthür 1915. Melanargia completa ingår i släktet Melanargia och familjen praktfjärilar. Inga underarter finns listade i Catalogue of Life.